# NGC 7767
NGC 7767 ist eine Linsenförmige Galaxie vom Hubble-Typ S0/a im Sternbild Pegasus am Nordsternhimmel. Sie ist schätzungsweise 366 Millionen Lichtjahre von der Milchstraße entfernt und hat einen Durchmesser von etwa 105.000 Lichtjahren. Gemeinsam mit NGC 7765, NGC 7766 und NGC 7768 bildet sie die Galaxiengruppe Holm 818.
Das Objekt wurde am 9. Oktober 1872 von Ralph Copeland entdeckt.